# تجريبية (فلسفة)
الفلسفة التجريبية أو الإمبريقية (مقترضة باليونانية: εμπειρισμός وتترجم: التجريبية) هي توجه فلسفي يؤمن بأن كامل المعرفة الإنسانية تأتي بشكل رئيسي عن طريق الحواس والخبرة. تنكر التجريبية وجود أية أفكار فطرية عند الإنسان أو أي معرفة سابقة للخبرة العملية.
النظرية هي المفاهيم التي يتوصل إليها الباحث بناء على ملاحظته لتجربة أو مجموعة تجارب أو حدث أو مجموعة أحداث وعلى الرغم من اختلاف الباحثين في دراسة الاعلام والاتصال لمفهوم النظرية لكنها في معظمها تتفق على أن الهدف منها هو الوصول إلى استنتاجات علمية تصف علاقات وظيفية بين متغيرات يتم قياسها أو استقرائها ويسبق ذلك فروض علمية يضعها الباحث لمعرفة العلاقة بين تلك المتغيرات بهدف الوصف أو التنبأ أو التحكم في الظاهرة المدروسة.
أما مصطلح امبيريقية فيعبر عن الخبرة والخبرة مصدرها الحواس وبالتالي فإن المعرفة الإنسانية تستمد شرعيتها من مرورها بهذه الحواس حتى تصبح بذلك قابلة للتحقق من صحتها ومفهوم الامبريقية يدل عن كل ما يتعلق بدراسة المجتمع الإنساني بالاحتكام إلى الواقع المحسوس سواء في اختيار المشكلة وجمع الحقائق أو تصنيف البيانات وتحليلها.
وعموما، التجريبية اليوم تعني المنهج التجريبي للوصول للمعرفة، استنادا إلى البحوث وإلى الطرق الاستدلالية، التي تفضل عن المنطق الاستنباطي الخالص. في هذا المعنى، يمكن ضم في التيار التجريبي شخصيات مثل أرسطو، توما الاكويني، روجر بيكون، توماس هوبز، وفرانسيس بيكون

## التاريخ

### شرح عام
إنَّ المفهوم المركزي في العلوم والطرق العلمية هو أنها يجب أن تستند على دلائل محسوسة تجريبيًا. تستخدم كل من العلوم الطبيعية والاجتماعية فرضيات العمل القابلة للاختبار من خلال الملاحظة والتجربة. يُستخدم مصطلح (شبه التجريبي) أحيانًا لوصف الأساليب النظرية التي تَستخدم البديهيات الأساسية (القوانين العلمية المعترف بها) والنتائج التجريبية السابقة من أجل الانخراط في بناء نموذج منطقي وإجراء بحث نظري.
لا يملك الفلاسفة التجريبيون أي معرفة فطرية للقيام بالاستنتاجات ما لم تكن تلك المعرفة مستمدة من تجربة حسية سابقة لشخص ما. عادة ما تتناقض هذه الفكرة مع الفلسفة العقلانية والتي تنص على أن المعرفة قد تكون مستمدة من العقل بمعزل عن الحواس. على سبيل المثال رأى جون لوك أنه يمكن الوصول إلى بعض المعرفة (مثل معرفة وجود الله) من خلال الحدس والاستدلال وحده. وأيضًا قال روبرت بويل (وهو أحد المدافعين البارزين عن المنهج التجريبي) أن لدينا أفكارًا فطرية. كان الفلاسفة العقلانيون الأوروبيون الرئيسيون (ديكارت وسبينوزا وليبنتز) من مناصري المنهج العلمي التجريبي.

### البدايات الأولى للفلسفة التجريبية
قبلت مدارس فايشيشيكا ودارسانا التي أسسها الفيلسوف الهندي القديم كانادا الإدراك والاستدلال باعتبارهما المصدرين الوحيدين الموثوقين للمعرفة. تم ذكر هذا في كتابه السنسكريتي كانادا سوترا (Vaiśeṣika Sūtra).
كانت بداية الفلسفة التجريبية الغربية في المدرسة التجريبية الطبية للأطباء اليونانيين الممارسين القدماء الذين رفضوا المذاهب الثلاثة للمدرسة العقائدية في الطب (المدرسة الدوغمائيّة) مفضلين الاعتماد على استدلالات الفلسفة الظاهراتية.
إن مفهوم الصفحة البيضاء (اللوحة الفارغة) يشير إلى وجهة النظر التي تعتبر أن العقل في الأصل يكون سجلًا فارغًا تترك الخبرات عليه آثار (استخدم الفيلسوف جون لوك مصطلح الصفحة البيضاء)، وهذا يناقض مفهوم أن البشر لديهم أفكار فطرية.
لم يكن تفسير أرسطو لذلك تفسيرًا تجريبيًا بالمعنى الحديث بل كان يستند إلى نظريته في الاحتمال والواقع، ولا تزال تجربة الإدراك الحسي تتطلب مساعدة التفكير المنطقي النشيط. تتناقض هذه المفاهيم مع المفاهيم الأفلاطونية للعقل البشري ككيان موجود مسبقًا في مكان ما في السماء قبل إرساله إلى الأرض لينضم إلى الجسد. كان أرسطو يعطي مكانة هامّة للإدراك الحسي أكثر من أفلاطون، وقد لخّص النقاد في العصور الوسطى أحد مواقفه كالتالي (لا يوجد شيء داخل العقل دون وجوده أولًا بشكل محسوس).
تم تطوير هذه الفكرة لاحقًا في الفلسفة القديمة من قبل المدرسة الرواقية. تؤكد نظرية المعرفة الرواقية عمومًا على أن العقل يبدأ فارغًا، ولكنه يكتسب المعرفة عندما يؤثر عليه العالم الخارجي. يلخص المؤرخ الإثيوبي آيتيوس (Aetius) هذه النظرة بقوله: «يقول اتباع المدرسة الرواقية أنه عندما يولد رجل يكون الجزء الآمر من روحه (عقله) مثل ورقة بيضاء جاهزة للكتابة عليها».

رسم لابن سينا من العام 1271

تم تطوير نظرية الصفحة البيضاء لأرسطو خلال العصور الوسطى من قبل الفلاسفة المسلمين بدءًا من الفارابي، ومن ثم ابن سينا الذي طورها لنظرية مدروسة بعناية، وبُرهنت كتجربة فكرية من قبل ابن طفيل.
بالنسبة لابن سينا فإن نظرية الصفحة البيضاء مجرد احتمال تم اثباته من خلال التعليم، ويتم الحصول على العلم من خلال (المعرفة التجريبية للأشياء الموجودة في هذا العالم والتي تؤدي إلى استنتاج وتطوير المفاهيم العالمية من خلال طريقة القياس المنطقي للإدراك التي عن طريقها تؤدي الأبحاث إلى استنتاج بيانات، وتُجمَع البيانات لتعطي مزيدًا من المفاهيم). يتطور الفكر من العقل المادي (الدماغ بالمعنى المادي)، وهو الذي يستطيع اكتساب المعرفة ووضعها في العقل، أي هي حالة دمج العقل البشري مع مصدر مثالي من المعرفة، لذلك فإن المفهوم الروحي للعقل الفعال يختلف بين كل فرد، ولا يزال من الضروري فهمه لكي يكون موجودًا.

### خلال عصر النهضة في إيطاليا
في نهاية عصر النهضة بدأ العديد من الكتاب في التساؤل حول القرون الوسطى والفهم الكلاسيكي (حسب الفلسفة القدمية) لاكتساب المعرفة بطريقة أكثر جوهرية. بالنسبة للكتابة السياسية والتاريخية بدأ نيكولو مكافيلي (Niccolò Machiavelli) وصديقه فرانشيسكو جيكسيارديني (Francesco Guicciardini) أسلوبًا واقعيًا جديدًا للكتابة. كان مكافيلي على وجه الخصوص يستهزأ بكتّاب السياسة الذين يحكمون على كل شيء عن طريق مقارنته بالمُثل العقلية ويطالبون الناس بدراسة ما يسمّونه (الحقيقة الفعلية). وقد قال ليوناردو دافينشي (1452-1519) والذي كان معاصرًا لهم: «إذا وجدت عن طريق خبرتك الخاصة أن هناك شيئًا حقيقيًا (أمرًا واقعًا) وأنه يتناقض مع ما كتبه بعض رجال السلطة، فيجب عليك عندئذٍ التخلي عن السلطة وبناء تفكيرك على أساس النتائج التي توصلت إليها».
استفاد المُنظّر الموسيقي فينتشنزو غاليلي (1520-1591) المعارض لأرسطو والمعادي لرجال الدين (وهو والد جاليليو ومخترع المونودي (قصيدة رثاء)) من الطرق الفلسفية في حل المشاكل الموسيقية بنجاح، أولًا من خلال ضبط النغمات: مثل علاقة نغمة الصوت بتوتر شد الخيط وأدوات الشد وحجم الهواء الموجود ضمن الآلة. وثانيًا العلاقة بين اقتراحاته المتنوعة والتأليف الموسيقي وذلك خلال حواره عن الموسيقى القديمة والحديثة (فلورنسا 1581). ومن المعروف أنه امتلك تأثيرًا تربويًا كبيرًا على ابنه الأكبر غاليليو في مرحلة شبابه، ويمكن القول أنّ غاليليو أحد أكثر الفلاسفة التجريبيين تأثيرًا في التاريخ.
وجدَ فينشينزو من خلال بحثه في ضبط النغمات الحقيقة المخبأة في قلب أحجية (مطارق فيثاغورس) الغير مفهومة (والحقيقة هي أن مربعات الارقام هي التي تشير إلى مدة الفواصل الموسيقية وليست الارقام نفسها)، وبرهن من خلال هذا الاكتشاف وغيره على ضعف السلطة التقليدية، وهو موقف تجريبي راديكالي تم تطويره وانتقل إلى غاليليو الذي اعتبر (التجربة والبرهان) شروط لا غنى عنها لأي تحقيق عقلاني صحيح.

### الفلسفة التجريبية البريطانية

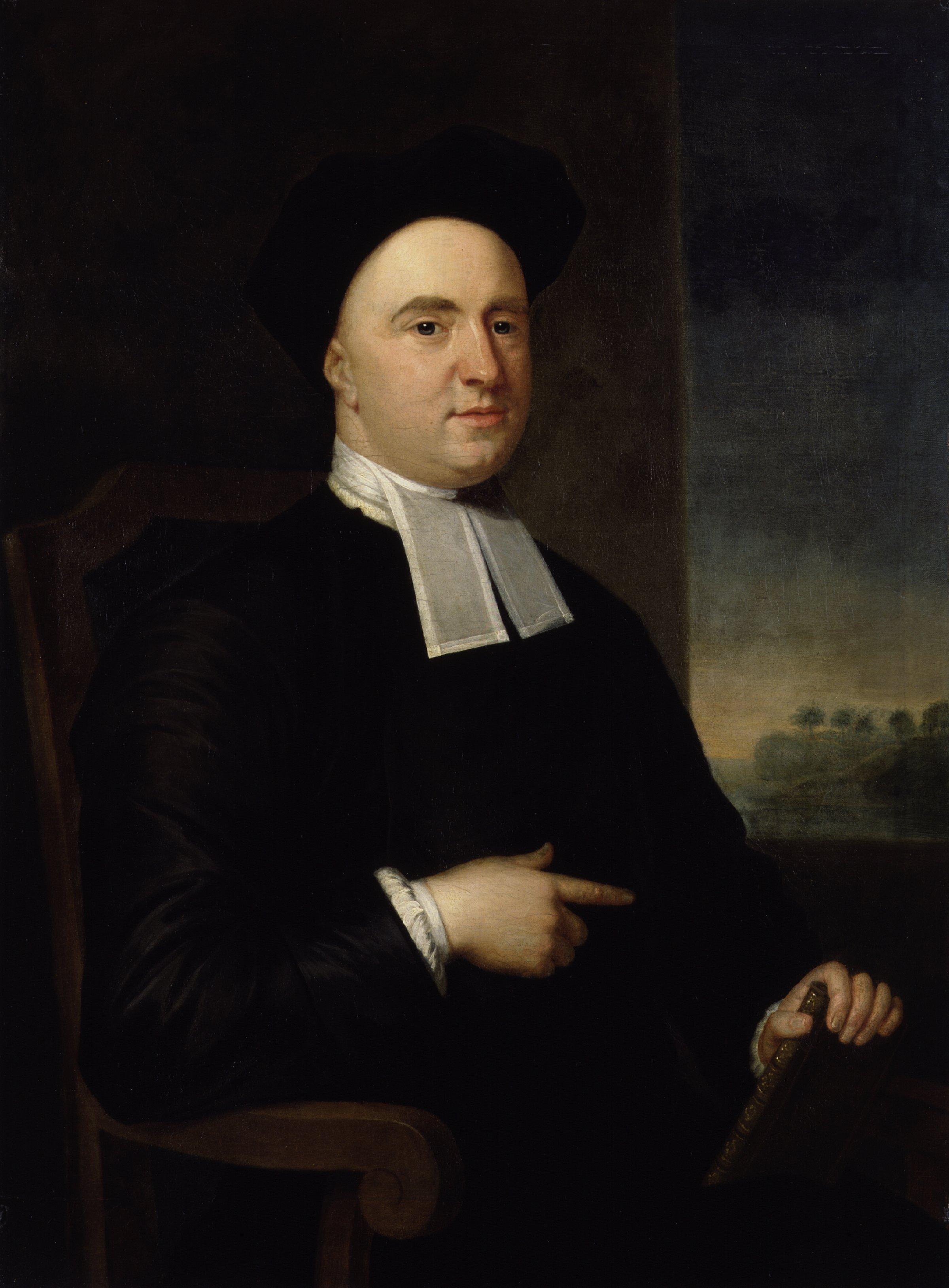
جورج بيركلي

إن الفلسفة التجريبية البريطانية وعلى الرغم من أنها لم تكن مستخدمة في ذلك الوقت فهي مستمدة من فترة القرن السابع عشر للفلسفة الحديثة المبكرة والعلم الحديث. أصبح هذا المصطلح مفيدًا لوصف الاختلافات الواضحة بين اثنين من مؤسسيها، الأول فرنسيس بيكون وهو طبيب يتبع المذهب الفلسفي التجريبي، والثاني رينيه ديكارت الذي يتبع المذهب العقلاني في الفلسفة.
وكثيرًا ما يوصف الفلاسفة توماس هوبز وباروخ سبينوزا (من الجيل التالي) على أن توماس تجريبي وباروخ عقلاني أيضًا. كان جون لوك وديفيد هيوم وجورج بيركلي هم الدعاة الأساسيين للمذهب التجريبي في عصر التنوير في القرن الثامن عشر، حيث كان لوك الشخص الذي يُعرف عادة باسم مؤسس التجريبية على هذا النحو.
```
اقترح جون لوك (1632–1704) ردًا على مذهب العقلانية الأوربية من بداية إلى منتصف القرن السابع عشر وجهة نظر مؤثرة جدًا في مقالة تتعلق بالفهم الإنساني عام 1689، حيث يقول أنّه لا يمكن أن يكون لدى البشر أي معرفة إلا المعرفة البديهية أو المعرفة عن طريق الاستدلال، أي المعرفة على أساس الخبرة. يُعرف لوك بشكلٍ كبير من خلال تمسكه بفرضية أن العقل البشري عبارة عن صفحة بيضاء (قرص فارغ) تُكتَب عليها التجارب المستمدة من الانطباعات الحسية خلال حياة الإنسان.
```

```
يوجد مصدران لأفكارنا: حسي وفكري. يتم التمييز بين الأفكار البسيطة والمعقدة في كلا الحالتين، حيث أن الافكار المعقدة غير قابلة للتحليل وتُقسم إلى صفات أساسية وثانوية. الصفات الأساسية ضرورية لكي تمثل الكائن المعني كما هو. وبدون صفات أساسية محددة لن يكون الكائن كما هو عليه. على سبيل المثال تكون التفاحة عبارة عن تفاحة بسبب ترتيب تركيبها الذري. إذا تم بناء تفاحة بترتيب ذري مختلف فلن تكون تفاحة. أمّا الصفات الثانوية هي المعلومات الحسية التي يمكن أن ندركها من الصفات الأساسية. على سبيل المثال يمكن رؤية التفاحة بقوام وألوان وأحجام مختلفة، ولكن لا تزال تحدد على أنها تفاحة. وهذا يعني أن الصفات الأولية تملي ما هو جوهري، بينما تحدد الصفات الثانوية السمات العامّة.
```

تجمع الأفكار المعقدة بين مجموعة من الأفكار البسيطة، وتقسم إلى مواد ونماذج وعلاقات. وبحسب لوك فإن معرفتنا بالأمور هي إدراك للأفكار التي تتفق أو تتعارض مع بعضها البعض، وهذا فكرة مختلفة تمامًا عن فكرة البحث عن اليقين للفيلسوف ديكارت.
```
بعد ذلك بجيل كان الأسقف الإنجيلي الأيرلندي 
جورج بيركلي
 (1685-1753) قد قرر أن رأي لوك فتح بابًا يؤدي إلى الإلحاد في نهاية المطاف. وقام بالرد على لوك من خلال أطروحته حول مبادئ المعرفة الإنسانية عام 1710 بوضعه تحديًا هامًا للفلسفة التجريبية التي توجد فيها الأشياء فقط نتيجة كونها قابلة للإدراك أو بحكم كونها كيانًا يقوم هو بالإدراك. (بالنسبة إلى بيركلي فهو يعتقد ان الله يملأ البشر بالإدراك عندما لا يقوم البشر نفسهم بذلك). أكد بيركلي من خلال نص (ألسيرون Alciphron) أن أي أمر يمكن للإنسان أن يراه في الطبيعة هو لغة الإله في التعبير أو خطاب منه. أصبحَ نهج بيركلي في الفلسفة التجريبية يسمى فيما بعد المثالية الذاتية.
[
13
]
[
14
]
```

### النظرية الظاهراتية
رفض معظم أتباع هيوم استنتاجه بأن الإيمان بعالم خارجي لا يمكن تبريره بالفلسفة الفكرية، مؤيدين وجهة نظرهم بأن مبادئ هيوم الخاصة احتوت بشكل ضمني التبرير العقلاني لمثل هذا الاعتقاد، وأنه من غير الضروري ذكر التبرير لأن القضية قائمة على غريزة الإنسان والعرف والعادة. وفقًا لنظرية تجريبية متطرفة تُعرف بالظاهراتية (تم استنتاجها من خلال مناقشات الفلاسفة هيوم وجورج بيركلي) فإن الجسم المادي هو نوع من البناء الذي يُبنى من خلال تجاربنا. النظرية الظاهراتية هي وجهة النظر القائلة بأن الأشياء والخصائص والأحداث المادية (أي شيء مادي) يمكن اختزالها ضمن أشياء وخصائص وأحداث فكرية. وهذا يعني أنّه في نهاية المطاف لا توجد سوى الأشياء الفكرية. يُلخّص تفكير الفلسفة الظاهراتية بالتالي: أن يكون لديك تجربة بصرية لشيء مادي حقيقي يعني أن يكون لديك خبرة تتعلق بنوع معين من التجارب.

### التجريبية المنطقية

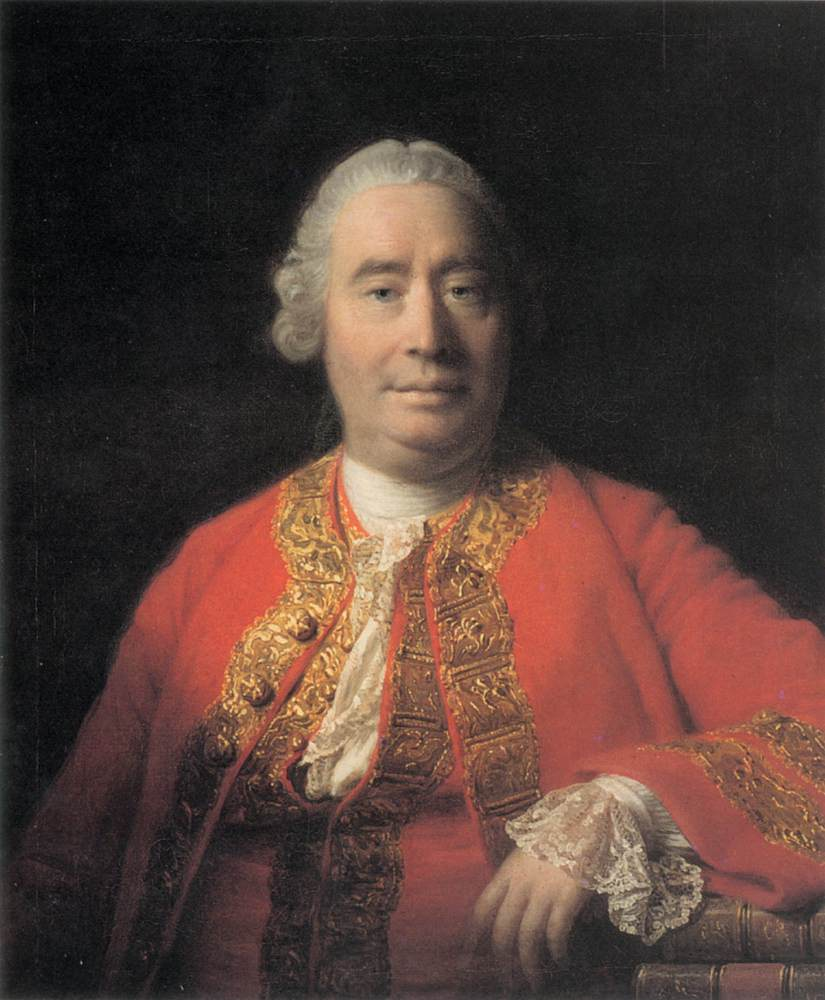
أدت تجريبية ديفيد هيوم إلى العديد من المدارس الفلسفية.

كانت التجريبية المنطقية (تُدعى أيضًا الفلسفة الوضعية المنطقية) محاولة في وقت مبكر من القرن العشرين لتجميع الأفكار الأساسية للفلسفة التجريبية البريطانية (مثل التركيز القوي على الخبرة الحسية كأساس للمعرفة) مع بعض الأفكار من المنطق الرياضي الذي تم تطويره بواسطة جوتلوب فريجه (Gottlob Frege) ولودفيغ فيتغنشتاين (Ludwig Wittgenstein). بعض الشخصيات الرئيسية في هذه الحركة كانت أوتو نيوراث (Otto Neurath) وموريتز شليك (Moritz Schlick) وبقية أعضاء دائرة فيينا جنبًا إلى جنب مع ألفرد آير ورودولف كارناب وهانز رايخينباخ.
```
وانخرط مؤيدو الفلسفة التجريبية المنطقية في فكرة الفلسفة باعتبارها توضيحًا مفاهيميًا لأساليب العلوم وأفكارها واكتشافاتها. وقد رأوا في الرمزية المنطقية التي وضعها الفيلسوف فريغ (1848–1925) وبرتراند راسل (1872-1970) أداة قوية يمكن أن تعيد بناء الحوار العلمي ضمن لغة مثالية ومنطقية خالية من الغموض والتعديلات على اللغة الطبيعية الذي أدى إلى ما وصفوه بأنه التباسات في الفهم.
```

من خلال الجمع بين أطروحة فريغ أن جميع الحقائق الرياضية منطقية مع فكرة فيتجنشتاين المبكرة بأن كل الحقائق المنطقية هي مجرد أمور دائمة الصواب، فقد وصلوا إلى تصنيف مزدوج لكل المقترحات: فطرية (بديهية) واصطناعية (تأليفية). على هذا الأساس، قاموا بصياغة مبدأ قوي للفصل بين الجمل التي لها معنى والتي ليس لها معنى: وهو ما يسمى مبدأ التحقق. أي جملة ليست منطقية من الاساس أو أنها غير قابلة للقيام بعملية التحقق منها هي جملة خالية من المعنى. واعتبرت نتيجة لذلك معظم القضايا الفلسفية التقليدية والأخلاقية والجمالية وغيرها من المفاهيم الفلسفية التقليدية بمثابة قضايا مزيفة لا معنى لها.
كان من الضروري في الفلسفة التجريبية المنطقية المتطرفة أي قبل عام 1930 أن يكون أي تأكيد استنتاجي قابل للوصول إلى تأكيد نهائي (أو مجموعة من التأكيدات النهائية) التي تعبر عن الملاحظات أو التصورات المباشرة.
```
بعد مضي عدة سنوات تخلى كارناب ونوراث عن هذا النوع من الفلسفة الظاهراتية لصالح إعادة بناء عقلاني للمعرفة في لغة الفيزياء المكانية والزمانية المادية. أي أنه بدلًا من ترجمة جمل الأشياء المادية إلى بيانات حسيّة يجب ترجمة هذه الجمل إلى ما يسمى (جمل بروتوكولية)، على سبيل المثال يقوم X في الموقع Y وفي الوقت T بـ...
```

```
تعرضت الأطروحات الرئيسية للفلسفة التجريبية المنطقية (التحقق، والتمييز التأليفي والتحليلي، والوصف) لهجوم حاد بعد الحرب العالمية الثانية من قبل مفكرين مثل نيلسون غودمان (Nelson Goodman) وويلارد فان أورمان كواين (W.V. Quine) وهيلاري بوتنام (Hilary Putnam) 
وكارل بوبر
 (Karl Popper) 
وريتشارد رورتي
 (Richard Rorty). وبحلول أواخر الستينيات أصبح واضحًا لمعظم الفلاسفة أن الحركة قد انتشرت بشكل كبير، وإلى الآن لا يزال تأثيرها كبيرًا بين الفلاسفة التحليليين المعاصرين مثل مايكل دوميت وغيره من معارضي الفلسفة الواقعية.
[
18
]
```

### البراغماتية (المذهب العملي)
```
في أواخر القرن التاسع عشر وأوائل القرن العشرين ظهرت عدة أشكال من الفلسفة 
البراغماتية
. تطورت أفكار البراغماتية (في أشكالها المختلفة) بشكل أساسي من المناقشات التي دارت بين تشارلز ساندرز بيرس (Charles Sanders Peirce) ووليام جيمس (William James) عندما كان كلا الرجلين في جامعة هارفارد في سبعينيات القرن التاسع عشر.
```

```
قام جيمس بنشر مفهوم البراغماتية، حيث أعطى ل تشارلز بيرس إرثًا كاملا من الفلسفة البراغماتية، لكن بيرس رفض فيما بعد الطرق التي كانت تتخذها الحركة، وأعاد إحياء ما اعتبره الفكرة الأصلية باسم (البراغماتية). إلى جانب نظرته الواقعية البراغماتية يدمج هذا المنظور الفكري الرؤى الأساسية للتفكير التجريبي (القائم على التجربة) والتفكير العقلاني (القائم على المفهوم).
[
19
]
```

```
كان لتشارلز بيرس (1839-1914) تأثيرًا كبيرًا في وضع الأساس للأسلوب العلمي التجريبي الحالي. على الرغم من أن بيرس انتقد بشدة العديد من المكونات الغريبة لفلسفة ديكارت الفكرية، إلا أنه لم يرفض المذهب الفكري على الفور. بل وافق في الواقع على الأفكار الرئيسية للفلسفة الفكرية، والأهم من بين ذلك الفكرة القائلة بأن المفاهيم الفكرية يمكن أن تكون ذات معنى، وأن المفاهيم الفكرية تذهب إلى خارج حدود البيانات المعطاة عن طريق الملاحظة التجريبية.
```

```
كان من بين مساهمات تشارلز بيرس الرئيسية وضع الاستدلال الاستقرائي (البحث والتحقيق) والاستدلال الاستنتاجي (الاستنباط) في أسلوب تكاملي وليس تنافسي، حيث كان الاسلوب التنافسي هو الاتجاه الرئيسي بين المتعلمين منذ نشر كتابات ديفيد هيوم قبل قرن من الزمن حتى أضاف بيرس مفهوم الاستدلال الاستقرائي.
[
20
]
```

تشكل الأشكال الثلاثة من التفكير مجتمعة أساسًا مفاهيميًا رئيسيًا للمذهب العلمي القائم على التجربة اليوم. يفترض منهج تشارلز بيرس:
- أن عناصر المعرفة هي أشياء حقيقية.
- إن خصائص الأشياء الحقيقية لا تعتمد على إدراكنا لها.
- كل شخص لديه خبرة كافية عن أشياء حقيقية سيوافق على الحقائق التي تتعلق بها.

ووفقًا لأفكار بيرس حول الفلسفة التخطيئية (اللامعصومية)، فإن استنتاجات العلم دائمًا ما تكون مؤقتة، لأن الفلسفة الفكرية للطريقة العلمية لا تعتمد على اليقين في استنتاجاتها، بل على طابعها التصحيحي الذاتي: من خلال الاستمرار في تطبيق التجارب يستطيع المنهج العلمي اكتشاف الأخطاء الخاصة به وتصحيحها، وبالتالي اكتشاف الحقيقة في النهاية.

## أقسامها
تنقسم النظريات الإمبريقية إلى:
- نظرية التأثير المباشر
- نظرية التأثير المحدود
- نظرية التأثير المعتدل

## الاستعمال الفلسفي
استعمل لفظ تجربة وتجريبي من قبل الأطباء اليونانيين للدلالة على الممارسة العملية في تعارضها مع الاعتقادات النظرية البعيدة عن الملاحظات المستقاة مباشرة من ملاحظة الوقائع. ويرجع استعمال عبارة اللوح الممسوح أو الصفحة البيضاء إلى أرسطو الذي كان يؤكد أن كل ما في الذهن له أصل في الحس، وهو ما عمل على بلورته الشيخ الرئيس ابن سينا واستدل عليه بتجربة فكرية ابن طفيل. وصيغت نظرية التجربانية في القرن 17 من قبل جون لوك الذي ذهب إلى أن الذهن مثل الصفحة البيضاء والتجربة الحسية هي التي تطبع فيه آثارها التي منها تتولد الأفكار، مما يجعل جون لوك ينفي أن تكون في الذهن البشري فكر فطرية مستبعدا بذلك إمكان أي معرفة من دون الاعتماد على التجربة.

## الاستعمال العلمي
يقوم المنهج العلمي على أن كل معرفة مُعلَّلة يجب أن تكون تجريبية أو مبنية على التجربة، من حيث إن التعليل ينبغي أن يستند إلى ما تُلاحظه الحواس. ويستعمل لفظ تجريبي في العلوم الطبيعية والعلوم الاجتماعية للدلالة على أن وضع الفرضيات يجب أن يخضع لإمكان اختبارها بواسطة المعطيات المترتبة عن ملاحظة الوقائع الحسية، مما يجعل الأقوال أو القضايا العلمية مرتبطة بالتجربة كموضوع قابل للملاحظة الخارجية.
ويُستعمَل، أيضا، لفظ تجريبي بمعنى تجريبي، أي ما يقبل أن يُبنى ويُلاحظ في المختبر العلمي من قِبَل المتخصصين وَفْق إجراءات مضبوطة وبواسطة أجهزة دقيقة.

## وصلات خارجية
- العقلانية مقابل التجريبية على موسوعة ستانفورد للفلسفة (بالإنجليزية)
- العقلانية مقابل التجريبية على موقع مشروع إنديانا لعلم الوجود الفلسفي